# دیوان (ساز)
دیوان از جمله سازهای مضرابی است. این ساز یک ساز کُردی است. و یکی از سازهای خانواده تنبور به حساب می‌آید، که غیر از کردستان ترکیه در مناطق مختلف کردستان عراق و کردستان ایران و کردستان سوریه استفاده می‌شود و انواع خاصی از آن در مناطق مختلف کردستان ترکیه وجود دارد. دیوان سایز بزرگتر تنبور است.

## تاریخچه
این ساز بیشتر در بین مردم کردستان ترکیه (مناطق کرمانج)، کردستان ایران و کردستان عراق (شمال عراق) که زبان و فرهنگ و رسوم یکسانی و مشابهی دارند متداول می‌باشد. امروزه دیوان در بوکان، مهاباد، سنندج و کرمانشاه مورد استفاده بوده و با اینکه سابقه دیرینه در این مناطق ندارد مشتاقان فراوانی پیدا کرده‌است. دیوان در کردستان ترکیه دوستداران فراوانی دارد و برای اجرای ملودی‌های سنتی از آن استفاده می‌شود. مردم کرمانج کردستان ترکیه این ساز را تنبور می‌نامند و در این منطقه می‌توان اصیل‌ترین ملودی‌ها را از زبده‌ترین نوازندگان این ساز شنید.

## ساختار
این ساز در اندازه‌های مختلف ساخته می‌شود که نوع کوچک آن را "جُرا" و نوع متوسط (دسته کوتاه) را باغلاما دسته کوتاه (یا چوغور) و نوع بزرگ (دسته بلند) را در اصل دیوان می‌نامند (در ایران بین دسته کوتاه و دیوان فرقی قایل نیستند ولی تعداد دستان (پرده) های دیوان کمی بیشتر است و کاسه‌ای بزرگتر دارد) که کاسه‌ای بسیار بزرگ‌تر از سه‌تار دارد.
دسته دیوان دارای ۲۴ پرده (دستان) است. دستان‌ها جابجا می‌شوند.  
دیوان ۹ و یا ۷ سیم دارد. در نوع ۹ سیم، سیمها بصورت ۳ تایی قرار گرفته و هم بسامد (فرکانس) کوک می‌شوند. در نوع ۷ سیم، سیمها بصورت سه-دو-دو قرار می‌گیرند و هر گروه سیم هم کوک هستند. در هر دو نوع دیوان، سیمهای آخر واخوانند. 
از تعداد گوشیها ۴ گوشی روی جایگاه یا صفحه گوشیها و سه گوشی در کنار آن‌ها قرار دارند. سیم‌گیر (سیم‌بست) مشابه تار و سه تار و تنبور در منتهاالیه صفحه دیوان نصب می‌گردد. قسمت تحتانی کاسه سوراخی صوتی به قطر ۳۵ میلی‌متر دارد. دیوان با مضراب پلاستیکی نواخته می‌شود. نوازنده، موقع اجرا، انگشت میانی خود را بر کاسه طنین می‌زند.

## نوازندگان نامی
- شوان پرور
- اردال ارزنجان
- اورهان گنجه‌بای
- دیار درسیم